# Éperlan du large
Chlorophthalmus agassizi
Espèce
L’éperlan du large (Chlorophthalmus agassizi) est une espèce de poissons de la famille des Chlorophthalmidae.

## Description
Il peut mesurer jusqu'à 40 cm, mais il mesure généralement 20 cm.